# Hummel (Schiff)
Die Hummel war das letzte Schiff der Wespe-Klasse, einer Klasse von insgesamt elf Panzerkanonenbooten der Kaiserlichen Marine, die für die Verteidigung der deutschen Nord- und Ostseeküste konstruiert wurde.

## Bau und Dienstzeit
Die Hummel wurde, wie ihre Schwesterschiffe, von der Bremer Werft AG Weser gebaut. Die Arbeiten am Schiff begannen im Januar 1880, der Stapellauf erfolgte rund 13 Monate später am 12. Februar 1881. Das Schiff wurde erstmals vom 22. Mai bis zum 10. Juni 1882 zur Überführung nach Kiel in Dienst gestellt.
Ab dem 22. April 1884 gehörte die Hummel zu einer neu aufgestellten Flottille unter dem Kommando von Kapitän zur See Karl August Deinhard, zu der neben dem Flaggschiff Grille noch die Biene, die Camaeleon und die Crocodill gehörten, sowie nach der Havarie der Biene ab dem 26. Juni die sie ersetzende Natter. Die gemeinsamen Übungen wurden zunächst in den Gewässern von Rügen sowie in der westlichen Ostsee bis Danzig durchgeführt. Danach nahm die Flottille an den Herbstmanövern der Flotte in der Nordsee teil. Am 30. September wurde das Panzerkanonenboot in Kiel wieder außer Dienst gestellt.

## Verbleib
Die Hummel wurde nach 1884 nicht wieder zum aktiven Dienst herangezogen und verblieb 26 Jahre lang in der Reserve. Am 27. September 1910 wurde sie schließlich aus der Liste der Kriegsschiffe gestrichen und acht Jahre lang als Werkstatt genutzt. 1923 wurde der Rumpf nach Swinemünde gebracht, um dort als Depotschiff für die I. Torpedoboots-Flottille und später als Sperrwaffendepot zu dienen. Am 4. Mai 1945 wurde er schließlich im Hafen von Swinemünde versenkt.

## Kommandanten
| 22. Mai bis 10. Juni 1882        | Kapitänleutnant Erich von Dresky |
| 22. April bis 30. September 1884 | Kapitänleutnant Max Piraly       |